# Schleidenbrücke

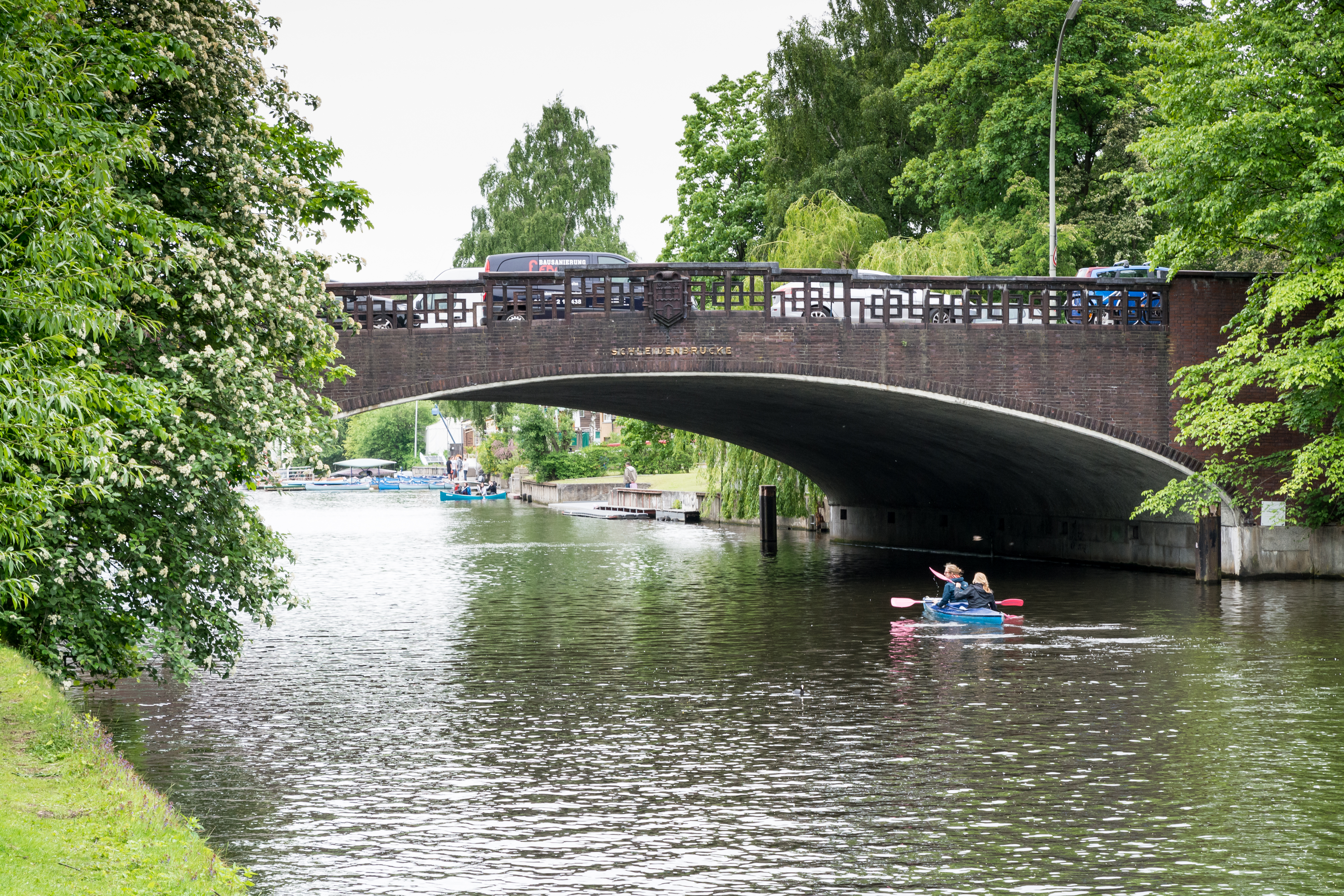
Schleidenbrücke

Die Schleidenbrücke ist eine Straßenbrücke über den Hamburger Osterbekkanal.

## Lage
Der südliche Teil der Brücke mit der hier sechsspurigen Schleidenstraße liegt im Stadtteil Hamburg-Barmbek-Süd, der nördliche Teil geht in die Saarlandstraße über, an die die Stadtteile Hamburg-Barmbek-Nord und Hamburg-Winterhude angrenzen.

## Bauliche und kulturelle Merkmale
Die Brücke wurde im Jahr 1929 unter dem Oberbaudirektor Fritz Schumacher errichtet und ist heute ein Kulturdenkmal.
Die Schleidenbrücke ist mit Klinkern verblendet, mit Keramik verziert und ruht auf Sockeln aus Granit. Ihre auf Zweigelenkrahmen ruhenden Kragarme dienen als Plattenhalter. Die 24,2 m lange Bogenbrücke trägt die Brückennummer 92 und die Bauwerksnummer 2426054. Die Schleidenbrücke hat, ebenso wie beispielsweise die zwei Jahre vorher fertiggestellte Fernsichtbrücke, aufgrund ihres Korbbogengewölbes eine niedrige Konstruktionshöhe. Die Brücke nutzten 2013 durchschnittlich 28.000 Fahrzeugen pro Werktag, davon waren etwa 4 Prozent Schwerlastverkehr.

## Name
Die Brücke sowie die Schleidenstraße sind nach dem Hamburger Naturforscher Matthias Jacob Schleiden benannt.